# Чемпіонат Європи з футболу 2032
Чемпіонат Європи з футболу 2032 року або Євро 2032 (італ. Campionato europeo di calcio 2032, тур. 2032 Avrupa Futbol Şampiyonası) — 19-й чемпіонат Європи з футболу, що відбудеться влітку 2032 року в Італії та Туреччині.

## Кандидати
Прийняті заявки
До УЄФА вчасно надійшло три заявки на проведення турніру:
- Італія і  Туреччина — Початково дві окремі заявки. 28 липня 2023 УЄФА офіційно оголосила про те, що футбольні асоціації обох країн подали запит на об'єднання їхніх заявок в одну.[2]

-  Італія
-  Туреччина

Відхилені заявки
- Росія — Росія подала свою заявку в березні 2022 попри санкції УЄФА, накладені через російське вторгнення в Україну. 2 травня 2022 року УЄФА оголосила, що заявки Росії на проведення Євро 2028 та Євро 2032 не прийнято.[3][4]